# Taphrina robinsoniana
Taphrina robinsoniana är en svampart som beskrevs av Karl Giesenhagen 1895.
Taphrina robinsoniana ingår i släktet Taphrina och familjen häxkvastsvampar. Inga underarter finns listade i Catalogue of Life.